# I Liceum Ogólnokształcące im. ks. Stanisława Konarskiego w Rzeszowie
I Liceum Ogólnokształcące im. ks. Stanisława Konarskiego w Rzeszowie – szkoła średnia działająca od 1658 przy ulicy 3 Maja w centrum Rzeszowa, pierwotnie jako kolegium pijarskie (do 1785) i gimnazjum (do 1938). Mieści się we wzniesionych dla niej zabudowaniach z klasycyzującą fasadą barokową projektu Tylmana z Gameren w bezpośrednim sąsiedztwie kościoła Świętego Krzyża. Założenie architektoniczne ze schyłku XVII w. obejmuje także gmach Muzeum Okręgowego w Rzeszowie. Nauczyciele dawnego kolegium byli autorami połowy podręczników napisanych dla Komisji Edukacji Narodowej . Do wychowanków szkoły należą Ignacy Łukasiewicz, Władysław Sikorski i Julian Przyboś.

## Historia

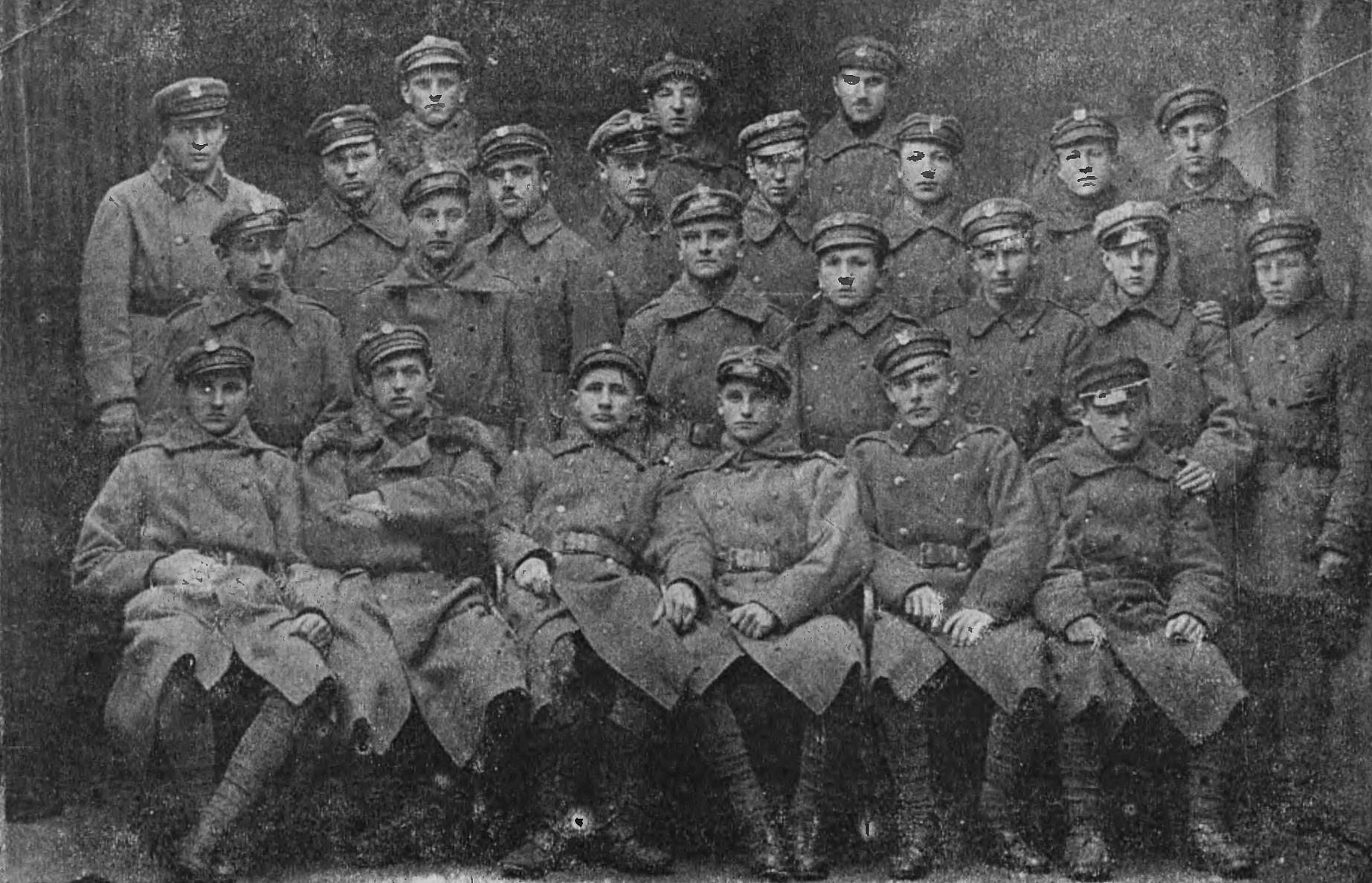
Wojskowy oddział studencki I Gimnazjum w Rzeszowie, 1919

I Liceum Ogólnokształcące jest w drugiej dziesiątce najstarszych szkół średnich w Polsce .
Szkoła została ufundowana 19 marca 1658 zgodnie z wolą wyrażoną w testamencie Zofii Pudencjanny z Ligęzów (zm. 1649) przez jej szwagra, księcia Jerzego Lubomirskiego, który przejął Rzeszów od męża Zofii w 1653. Erygowana została w dziesięć lat później przez papieża Klemensa IX. Szkoła w latach 1658–1784 funkcjonowała pod nazwą Collegium Ressoviense i prowadzona była przez zakon oo. pijarów. Po upaństwowieniu w latach 1785–1918 edukowała młodzież jako Cesarsko-Królewskie Wyższe Gimnazjum, następnie I Gimnazjum i Liceum. W XVII–XVIII w. słynęła z wysokiego poziomu nauki, przyciągała młodzież z całej Polski , a zarazem umożliwiała plebejuszom (80% uczniów w 1670) awans społeczny i wyzwolenie z poddaństwa . Zdobywanie szlachectwa poprzez wykształcenie próbował ograniczyć Jerzy Ignacy Lubomirski wydając 1 sierpnia 1743 w zamku rzeszowskim uniwersał do poddanych z miast i wsi, w którym zakazywał „od tegorocznych wakacyi” posyłania synów do szkół na nauki bez pisemnego zezwolenia pod groźbą ścigania ich jako zbiegów. Na szkołę łożyli obok Lubomirskich także mieszczanie rzeszowscy. W XVII–XVIII w. studenci mieszkali w bursie szkolnej lub na stancji w mieście. Mieli własny szynk i kapelę. W aktach miejskich zachowały się ślady ich konfliktów z prawem (bójek, awantur i rabunków). Szkoła, wówczas ośmioklasowa, miała charakter półwyższej uczelni, kształciła w pedagogium nauczycieli do średnich szkół, profesjonalnych muzyków i prowadziła niższe studia teologiczne. Ponadto prowadzono profesjonalne kształcenie muzyków, a z podręczników wydanych przez nauczycieli korzystała młodzież m.in. w Kijowie.
W okresie Wiosny Ludów (1848–1849) dwudziestu czterech uczniów zostało wydalonych z gimnazjum po zatrzymaniu ich na granicy podczas próby dołączenia do powstania na Węgrzech, w którym walczyły Legiony Polskie gen. Józefa Wysockiego.
W 1897 współużytkownikiem budynku szkolnego, skonfiskowanego pijarom przez rząd austriacki, było starostwo powiatu rzeszowskiego, natomiast ówczesny lokal nr 4 na parterze stanowił własność prywatną, nabytą przez prefekta gimnazjum Jana Melichera, po którym odziedziczyła go córka, Szczerbińska, a po niej Teofil Czykiel (ojciec Waleriana), emerytowany dyrektor szkoły z Krosna, z bratem.
Obok zabytkowej fasady projektu Tylmana z Gameren w budynku szkoły na uwagę zasługują sklepienia kolebkowo-lunetowe z epoki baroku .
Zachowały się zbiory przyrodnicze z drugiej połowy XIX w. W muzeum – klasopracowni historycznej znajdują się zbiory ikonograficzne, dokumenty i eksponaty dotyczące dziejów szkoły. Liceum posiada kolekcję sztandarów. W gabinecie dyrektorskim znajduje się galeria olejnych portretów wybitnych nauczycieli i wychowanków szkoły. Pomieszczenia te ozdabiają repliki lamp wiedeńskiej firmy braci Brinner z XIX w.
Działalność kulturalna nie ograniczała się do murów szkoły i zaowocowała szeregiem inicjatyw na rzecz miasta i społeczności Rzeszowa. Utworzono klub sportowy „Resovia”. dano początek działalności stowarzyszeniu „Lutnia” i teatru amatorskiego „Reduta” oraz muzeum. Po II wojnie światowej szkoła przyczyniła się do rozwoju wyższych uczelni w Rzeszowie , przekazując im swój liczący 24 000 woluminów księgozbiór i udostępniając bursę imienia ks. Feliksa Dymnickiego filii UMCS.
Na kanwie własnych doświadczeń szkolnych absolwent gimnazjum Józef Bieniasz napisał powieść pt. Edukacja Józia Barącza (1933).
Szkoła należy do Towarzystwa Szkół Twórczych oraz Klubu Najstarszych Szkół w Polsce. Prowadzi klasy autorskie (informatyka, menedżerska itp.). Liceum wydaje co roku „Sprawozdanie Dyrekcji I LO w Rzeszowie”. publikuje zbiorki poezji uczniów i wychowanków, posiada literaturę o swoich dziejach. Utrzymuje kontakty ze szkołami średnimi za granicą, m.in. z Klagenfurt am Wörthersee (Austria), Bielefeldu (Niemcy), Morpethu (Wielka Brytania). Co roku w szkole odbywa się Ogólnopolska Biesiada Poetycka oraz Festiwal Szkolnych Teatrów Obcojęzycznych.

## Kalendarium
- 1655 – Sprowadzenie oo. pijarów do Rzeszowa przez Jerzego Sebastiana Lubomirskiego marszałka wielkiego koronnego;
- 1658 – Założenie szkoły;
- 1668 – Erygowanie szkoły przez papieża Klemensa IX;
- 1684 – Jan III Sobieski dziękował profesorom i uczniom za udział w wiktorii wiedeńskiej;
- 1702 – Wybudowanie frontowych zabudowań szkoły według projektu Tylmana z Gameren;
- 1736 – Ks. Stanisław Konarski nauczycielem w Collegium Ressoviense;
- 1743 – Zarządzenie Jerzego Ignacego Lubomirskiego zakazujące przyjmowania do kolegium synów chłopskich[1] [7];
- 1785 – Powołanie w miejsce szkoły pijarskiej austriackiego gimnazjum cesarsko-królewskiego;
- 1826 – Wprowadzenie czesnego przez rząd austriacki i spadek liczby uczniów niemal o połowę[1] [7];
- 1831 – Masowy udział młodzieży gimnazjalnej w powstaniu listopadowym;
- 1834 – Rozbudowa frontu szkoły;
- 1846 – Aresztowanie nauczycieli i uczniów, uczestników powstania galicyjskiego;
- 1851 – Cesarz Franciszek Józef I wizytował Rzeszów i szkołę;
- 1858 – Przekształcenie szkoły z 6-klasowej w 8-klasową;
- 1860 – Przeprowadzenie I matury w szkole[5];
- 1872 – Wybudowanie północno-wschodnich skrzydeł szkoły;
- 1880 – Przyjęcie Gimnazjum na członka Towarzystwa Zoologiczno-Botanicznego w Wiedniu;
- 1900-14 – Uczestnictwo gimnazjalistów w tajnych organizacjach: Teka, Promień, Zarzewie, Strzelec;
- 1905 – Współudział uczniów w założeniu klubu sportowego „Resovia”;
- 1914-21 – Udział nauczycieli, uczniów i absolwentów w walce o niepodległość i granice Polski;
- 1923 – Nadanie szkole imienia ks. Stanisława Konarskiego;

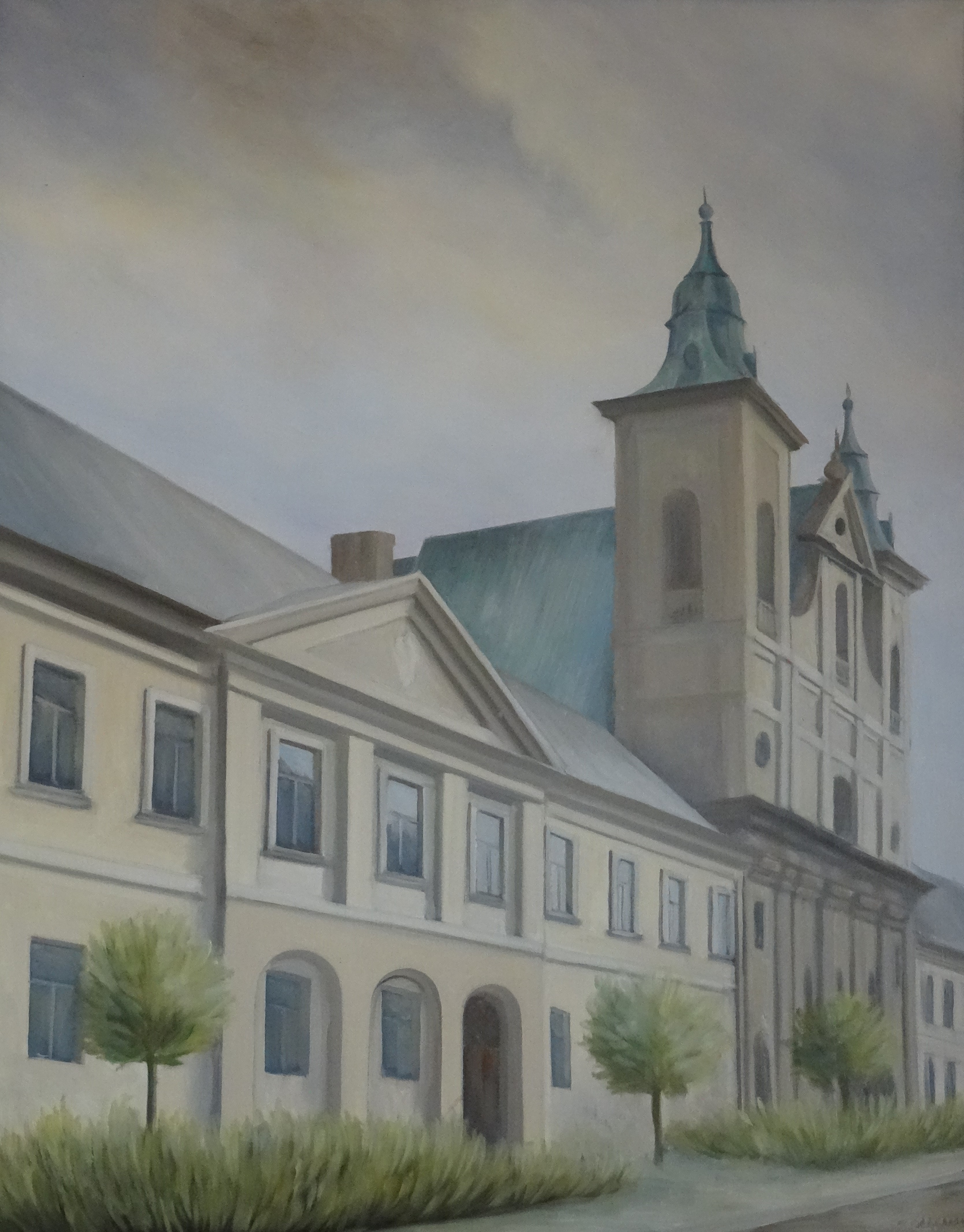
Zachodnia elewacja budynku I LO na obrazie Jerzego Salamona (1987)

- Zachodnia elewacja budynku I LO na obrazie Jerzego Salamona (1987)1932-38 – Przekształcenie szkoły w 4-letnie gimnazjum i dwuletnie liceum;
- 1938 – Zarządzeniem Ministra Wyznań Religijnych i Oświecenia Publicznego Wojciecha Świętosławskiego z 23 lutego 1937 „I Państwowe Gimnazjum im. Księdza Stanisława Konarskiego w Rzeszowie” zostało przekształcone w „I Państwowe Liceum i Gimnazjum im. Księdza Stanisława Konarskiego w Rzeszowie” (państwową szkołę średnią ogólnokształcącą, złożoną z czteroletniego gimnazjum i dwuletniego liceum), a po wejściu w życie tzw. reformy jędrzejewiczowskiej szkoła miała charakter męski, a wydział liceum ogólnokształcącego był prowadzony w typie humanistycznym[18].
- 1939-45 – Udział nauczycieli, uczniów i absolwentów w II wojnie światowej w ruchu oporu;
- 1949 – Przekształcenie szkoły w 4-letnie liceum;
- 1960 – Jubileusz 100-lecia pierwszej matury i 300-lecia istnienia Szkoły. I zjazd wychowanków w dniach 11-12 czerwca[19] (do 1960 szkołę ukończyło 3369 absolwentów[20])
- 1961 – Wybudowanie sali gimnastycznej;
- 1964 – Przekształcenie męskiego liceum w szkołę koedukacyjną;
- 1983 – Obchody 325-lecia założenia szkoły. II zjazd wychowanków;
- 1984 – Przyznanie liceum Krzyża Komandorskiego Orderu Odrodzenia Polski;
- 1987 – Utworzenie galerii obrazów wybitnych nauczycieli i wychowanków Liceum;
- 1989 – Odsłonięcie i poświęcenie pomnika ks. Stanisława Konarskiego;
- 2008 – Generalny remont i uroczystości 350-lecia szkoły[21];
- 2018 – Uroczystości 360-lecia szkoły[22];
- 2022 - Rozpoczęcie rozbudowy istniejącej sali gimnastycznej[23].

## Dyrektorzy
Poniższy niepełny wykaz obejmuje rektorów (do 1760, 1778–1785), prefektów (1760–1778, 1785–1848) i dyrektorów z pełnym tytułem, sprawujących stanowisko dłużej niż rok.
- Paweł Frankowic (1661–1665)
- Michał Kraus (1665–1672)
- Daniel Rosecki (1702–1708)
- Alojzy Topolski (1722–1725)
- Stefan Staniewski (1732–1737)
- Florian od św. Franciszka (1741–1746)
- Wacław Popiel (1746–1760)
- Dominik Szybiński (1775–1780)
- Gracjan Piotrowski (1781–1784)
- N. Paszkowski (1786–1788)
- Franciszek Hofman (1789–1801)
- Kolumb Wisgigel (1805–1810)
- Jan Melicher (1811–1829)
- Franciszek Wassura (1830–1840)
- Józef Bieleczky (1842–1851)
- Antoni Bielikowicz (1853–1858)
- Andrzej Oskard (1858–1862)
- Tomasz Polański (1862–1867)
- Franciszek Szynglarski (1868–1871)
- Stanisław Sobieski (1873–1878)[25][26]
- Walenty Kozioł (1878–1885)
- Władysław Lercel (1886–1899), filolog klasyczny[27]
- Józef Nogaj (1899–1905)
- Emil Kalitowski (1906–1911)
- Dezydery Ostrowski (1915–1920)
- dr Jan Kreiner (29 XI 1920[28][29]–1922[30]
- Szczęsny Jasiewicz (1922[31]–1925[32])
- Wawrzyniec Wilk (1925–1933)[33][5]
- Mieczysław Adamowski (1935–1947), ocalił księgozbiór i archiwum szkolne w latach wojny, bibliotekarz Liceum 1957–1964[34][35][36][37]
- Paweł Jakubowicz (1950–1958)
- Marian Kilarski (1958–1962)
- Władysław Witek (1962–1971)
- Stanisław Piszcz (1971–1981)
- Ryszard Kisiel (1982–2014)

## Nauczyciele i wychowankowie

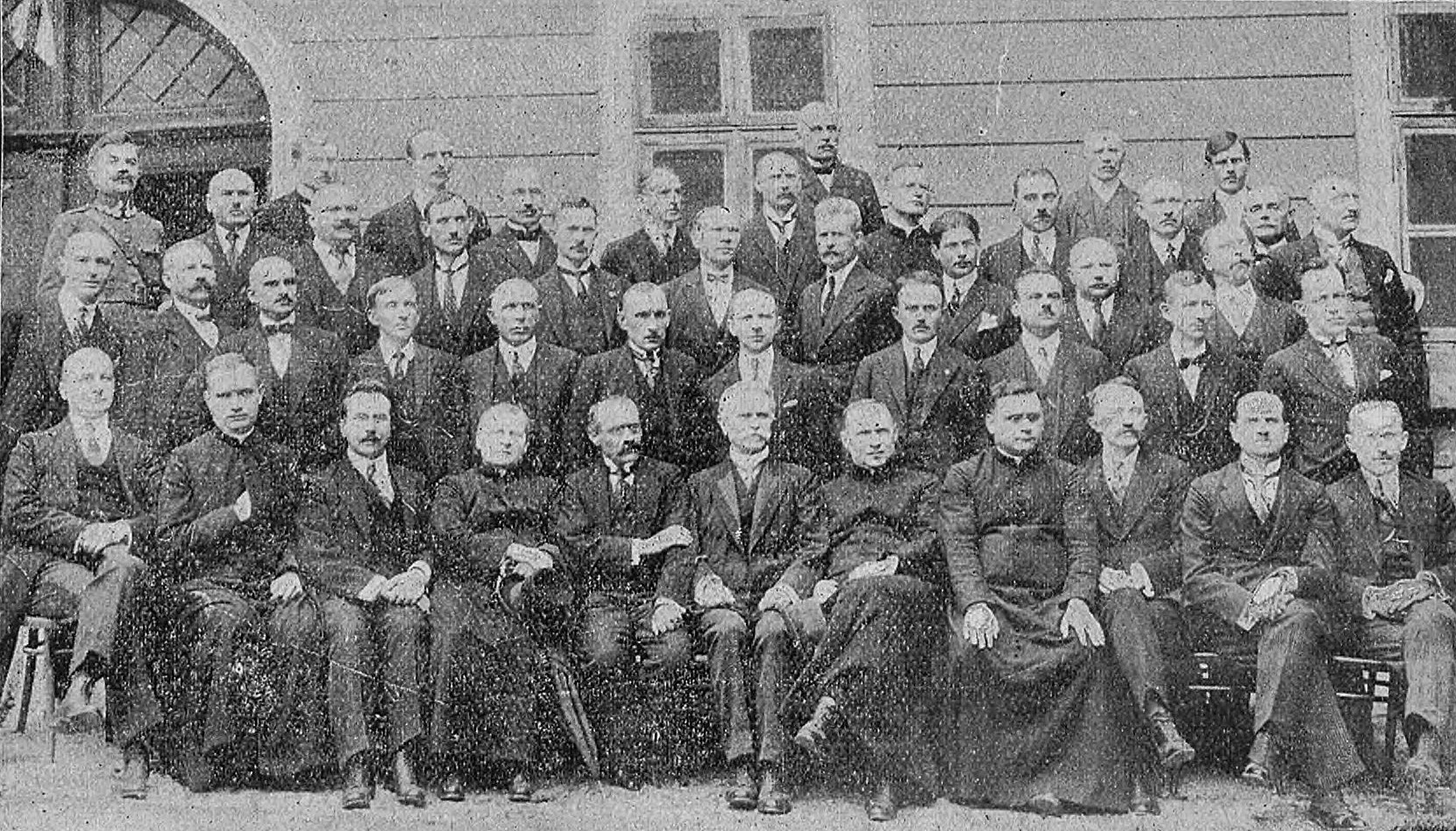
Zjazd absolwentów rzeszowskiego gimnazjum z 1904 w 1924

- Maurycy Allerhand (1868–1942) – polski prawnik żydowskiego pochodzenia, profesor Wydziału Prawa Uniwersytetu Lwowskiego (matura 1887)[38].
- ks. Jan Balicki - duchowny rzymskokatolicki, rektor seminarium duchownego w Przemyślu, beatyfikowany w 2002 (matura 1888)[39].
- Stanisław Biały (1868–1932) – prawnik, parlamentarzysta, oficer, działacz społeczny (matura 1887)[40].
- Paweł Biedka – adwokat, burmistrz Sanoka (matura 1888).
- Kamil Bogacki – lekarz (matura 1902)[41].
- Marian Bolesławicz vel Marian Fornal (1890–1980) – honorowy generał brygady Wojska Polskiego (matura 1912)[42].
- Antoni Bomba – działacz lewicy chłopskiej, poseł do austriackiej Rady Państwa (1901–1918), starosta powiatu rzeszowskiego (1944–1946).
- Witold Bunikiewicz – pisarz (matura 1904).
- Bogusław Butrymowicz – poeta młodopolski, tłumacz literatury antycznej.
- Jan Karol Całczyński – absolwent z 1868, nauczyciel w latach 1890–1910.
- Walerian Czykiel – nauczyciel, naukowiec (matura 1900).
- Kazimierz Dejmek – reżyser, minister kultury i sztuki.
- Józef Drozd – duchowny rzymskokatolicki, katecheta, działacz społeczny (matura 1878).
- Józef Drzewicki – nauczyciel (ok. 1868).
- Tadeusz Dundaczek, legionista (matura 1918).
- Wilhelm Friedberg – nauczyciel, profesor uniwersytecki[22].
- Tadeusz Furgalski – legionista (matura 1909).
- Józef Gołąb – geolog, hydrolog (matura 1922).
- Antoni Gołkowski – nauczyciel.
- Stefan Hakalla – prawnik, adwokat, narodowiec[43].
- Julian Hochfeld – socjolog marksistowski, poseł do Krajowej Rady Narodowej, na Sejm Ustawodawczy i na Sejm PRL (matura 1929).
- Jakub Karyś – publicysta, filmowiec, restaurator, działacz społeczny.
- ks. Stanisław Konarski – twórca polskiej oświaty.
- Onufry Kopczyński – autor pierwszej gramatyki polskiej[22].
- Artur Kopacz – nauczyciel (matura 1904).
- Michał Korkosz – publicysta, autor książek kulinarnych[44].
- Stanisław Kot – uczony i polityk, profesor UJ, minister i ambasador w rządach Władysława Sikorskiego i Stanisława Mikołajczyka (matura 1904).
- Paweł Kowal – wiceminister spraw zagranicznych, poseł do Parlamentu Europejskiego.
- Ignacy Kranz – nauczyciel (matura 1874).
- Roman Krogulski – adwokat, prezydent Rzeszowa.
- dr Andrzej Kuś – profesor gimnazjalny, działacz społeczny PSL „Piast” (1907).
- mjr dr Wojciech Kuś – oficer Wojska Polskiego (1911).
- prof. Stanisław Kuś – rektor Politechniki Rzeszowskiej, honorowy obywatel Rzeszowa.
- dr Tytus Lemer – lekarz (matura 1871).
- ks. Mieczysław Lis, potem Lisiński – duchowny (1896).
- książę Hieronim Lubomirski[45].
- Tadeusz Łopuszański – pedagog, twórca i dyrektor szkoły eksperymentalnej Gimnazjum i Liceum im. Sułkowskich w Rydzynie, minister wyznań religijnych i oświecenia publicznego w latach 1919–1920[22].
- Ignacy Łukasiewicz – twórca lampy naftowej[22].
- Tomasz Malicki – urzędnik (matura 1908).
- ks. Franciszek Salezy Matwijkiewicz – duchowny rzymskokatolicki (matura 1870).
- ks. Jan Mazanek – duchowny rzymskokatolicki (matura 1878).
- Jerzy Michalski – ekonomista, minister, bankowiec (matura 1888).
- Tadeusz Miękisz – nauczyciel historii, geografii od 1913 do 1927.
- Klemens Mościcki – oficer Wojska Polskiego, kawaler Virtuti Militari (matura 1915?) .
- Sobiesław Mościcki – oficer rezerwy Wojska Polskiego, nadleśniczy (matura wojenna 1919).
- ks. Ludwik Stanisławczyk – duchowny rzymskokatolicki (matura 1890).
- Józef Nogaj – nauczyciel (matura 1875).
- ks. Józef Opioła – duchowny rzymskokatolicki (matura 1927).
- Józef Herman Osiński – fizyk[22].
- Bolesław Paykart – major artylerii Wojska Polskiego (matura 1902).
- Józef Sebastian Pelczar – biskup, patron diecezji rzeszowskiej.
- Stanisław Peszkowski – major piechoty Wojska Polskiego (matura 1902).
- Marian Piech – profesor nauk rolniczych, rektor Akademii Rolniczej w Szczecinie w latach 1993–1996.
- Lucjan Piela – profesor Uniwersytetu Warszawskiego, chemik.
- Ludwik Piękoś – uczeń (1907-1914), podoficer Legionów Polskich, kawaler Virtuti Militari.
- Ołeksander Pisecki – ukraiński polityk i działacz społeczny, minister poczty i telegrafu ZURL w rządzie Kostia Łewyckiego.
- Julian Przyboś – poeta (matura 1920).
- Stefan Przyboś (1919) – nauczyciel (1922-1927)
- Zbigniew Przybyła – literaturoznawca.
- ks. Paweł Rabczak – duchowny rzymskokatolicki (matura 1902).
- ks. Jan Rąb – duchowny rzymskokatolicki (matura 1938).
- bp Marian Rojek - biskup ordynariusz zamojsko-lubaczowski[46].
- Stanisław Ruzamski – literat (matura 1904).
- Ludwik Salo – nauczyciel.
- ks. Władysław Sarna – duchowny rzymskokatolicki (matura 1879).
- Władysław Sikorski – generał, minister, premier rządu RP w Londynie[45].
- ks. Roman Sitko – rektor seminarium duchownego w Tarnowie, zamordowany w obozie w Auschwitz, beatyfikowany przez Jana Pawła II (matura 1900).
- dr Kazimierz Smorągiewicz – lekarz (matura 1880).
- ks. Ludwik Stanisławczyk – duchowny rzymskokatolicki (matura 1890).
- Antoni Surowiecki – działacz społeczny, adwokat i wieloletni burmistrz Tarnobrzega[47]
- Władysław Szafer – profesor Uniwersytetu Jagiellońskiego, botanik (matura 1905).
- Jacek Szmatka – profesor Uniwersytetu Jagiellońskiego, socjolog.
- ks. Szczepan Szydelski (właś. Koziarz) – duchowny rzymskokatolicki, profesor, teolog, poseł na Sejm RP.
- Jerzy Talaga – trener piłkarski i wychowawca trenerów, profesor warszawskiej AWF.
- płk dr Józef Tkaczow – lekarz i oficer, działacz społeczny.
- Tomasz Tokarski – profesor gimnazjum od 1876 do 1890.
- ks. bp Wojciech Tomaka – duchowny rzymskokatolicki (matura 1895).
- ks. Antoni Trznadel – profesor Uniwersytetu Jagiellońskiego w Krakowie, teolog, pisarz i publicysta.
- ks. Maurycy Turkowski (właś. Turek) – duchowny rzymskokatolicki, katecheta w gimnazjum i dyrektor bursy (1892).
- Roman Vimpeller – nauczyciel.
- ks. Józef Welc – duchowny rzymskokatolicki (matura 1903).
- Wawrzyniec Wilk – absolwent gimnazjum z 1906, dyrektor tej szkoły.
- Józef Winkowski – profesor w latach 80. XIX wieku[48].
- Tadeusz Wolfenburg – nauczyciel (matura 1904).
- Ignacy Wróbel – urzędnik kolejowy (matura 1882).
- Stanisław Franciszek Zajączkowski – historyk (matura 1908).
- Sylwester Wójcik – profesor nauk prawnych, prorektor Uniwersytetu Jagiellońskiego[49].
- Władysław Wójcik – duchowny rzymskokatolicki (matura 1904).
- Franciszek Zych – nauczyciel, działacz społeczny (matura 1874)[50].
- ks. Stanisław Żytkiewicz – duchowny rzymskokatolicki, kapelan Wojska Polskiego (matura 1910).